# Périers-sur-le-Dan
Périers-sur-le-Dan è un comune francese di 502 abitanti situato nel dipartimento del Calvados nella regione della Normandia.

## Società

### Evoluzione demografica
Abitanti censiti